# Гусейнов, Чингиз Гасан оглы
Чинги́з Гаса́н оглы́ (Гасанович) Гусе́йнов (азерб. Çingiz Həsən oğlu Hüseynov; 20 апреля 1929, Баку — 8 января 2024, Иерусалим) — советский и азербайджанский писатель, литературовед, переводчик. Писал на азербайджанском и русском языках. Доктор филологических наук (1979), профессор (1980), заслуженный деятель искусств Азербайджанской ССР (1989), профессор филологического факультета МГУ (1996—2012).

## Биография
Чингиз Гусейнов родился 20 апреля 1929 года в Баку. Отец — Гусейнов Гасан Алекпер оглы — был начальником паспортного стола Орджоникидзевского района. Мать — Гусейнова Махфират Мелик-Мамед кызы работала акушеркой в родильном доме. Старший брат Али Икрам Гасан (Аликрам) родился в 1926 году В 1947-49 гг. Аликрам работал директором Шекинской музыкальной школы. Впоследствии заслуженный артист Азербайджанской ССР, тарист, солист Азербайджанского театра оперы и балета, много аккомпанировал певцу Бюль-Бюлю.
Отца и мать братья потеряли рано, их растила бабушка Наргиз-ханум. В 1947 году Чингиз Гусейнов приехал на учёбу в Москву. Окончил филологический факультет МГУ в 1952 году и аспирантуру Института востоковедения АН СССР в 1956 году (учился у востоковеда Евгения Бертельса). Защитил кандидатскую диссертацию «Послевоенная колхозная деревня в азербайджанской прозе».
Член Союза писателей СССР (1959). Работал консультантом в Комиссии по литературам народов СССР при Союзе писателей СССР (1955—1971). Литературный институт им. М. Горького при Союзе писателей СССР (кафедра теории перевода, 1959—1964, кафедра советской литературы, 1970—1975); Писал и печатал статьи, обзоры, рецензии, переводил стихи и прозу, потом начал писать свои рассказы и повести на азербайджанском и русском, преподавал в Литературном институте. С 1972 года — на научно-педагогической работе: Академия общественных наук при ЦК КПСС (доцент, профессор кафедры литературы и искусства, 1972—1991). МГУ (кафедра истории русской литературы нового и новейшего времени, 1996—2012); Академия переподготовки работников искусства, культуры и туризма (АПРИКТ) при Министерстве культуры РФ (кафедра гуманитарных наук (с 1992 по н/в). В 1978 году защитил докторскую диссертацию «Формы общности советской многонациональной литературы».
Специалист в области литературы народов России и бывшего СССР. С лекциями и докладами по вопросам национальных культур, языков, истории литератур народов СССР и России выступал на Всесоюзных, Всероссийских и Международных научных и научно-практических конференциях (1960—2010-е гг.), в Венгрии, Германии, Польше, Болгарии (1970—1980-е гг.), Институте мира США (1992), Франции (1994, 1996, 1999, Институт восточных языков при Сорбонне), Ягеллонском университете в Кракове (2000), Культурно-просветительском обществе «Сулеймание» в Стамбуле (2006), Восточном университете в Таллине (2009), Анкарском университете (2013).
Подготовил более сорока аспирантов, три доктора наук по специальностям: многонациональная советская литература, литература народов РФ, культурология, философия (эстетика). Среди его аспирантов — Вячеслав Недошивин, журналист, литературовед, кинодокументалист, под руководством Гусейнова в 1982 сделал один из первых опубликованных в СССР переводов Оруэлла на русский язык, изданный ещё в Перестройку; Шабан Мазанаев, профессор, один из основоположников Агульской письменности, автор первого Агульского букваря, декан филологического факультета Дагестанского государственного университета, директор НИИ фольклора, литературы и журналистики; Юлия Геннадьевна Хазанкович, профессор Северо-Восточного федерального университета имени М. К. Аммосова, специалист по литературе народов Севера.
Выступал с докладами об исламе в контексте иудаизма и христианства, в том числе в 2007 на конференции бюро UNESCO в Москве («Межкультурный и межрелигиозный диалог в целях устойчивого развития»). С 2014 года живёт в Иерусалиме. Один из организаторов Иерусалимского семинара «Триалог религий», встреч в Иерусалимской русской городской библиотеке, в Иерусалимском общинном доме, а также в Русском культурном центре в Тель-Авиве.
Председатель Совета по азербайджанской литературе Международного содружества писательских союзов (МСПС), член Совета федеральной национально-культурной автономии азербайджанцев России (ФНКА «Азеррос»), член Правления всероссийского азербайджанского конгресса (ВАК), член диссертационных советов на филологическом факультете МГУ и АПРИКТ. Об авторе существует ряд исследований, защищён ряд диссертаций. Сведения об авторе содержатся в «Краткой литературной энциклопедии» (М., т.9, 1978), «Большом Российском энциклопедическом словаре» (М., все годы изданий), «Литературном энциклопедическом словаре» (М., 1987), «Большой Российской энциклопедии» (М., т.6, 2006), Новом историческом словаре Азербайджана (Лондон, 2015).
С конца 2013 года жил в Израиле. Чингиз Гусейнов скончался 8 января 2024 года в Иерусалиме.

## Семья
- Брат — Али Икрам Гасан оглы Гусейнов, тарист, заслуженный артист Азербайджанской Республики (1926-2006)
- Жена — переводчик с азербайджанского, английского и немецкого языков Марина Давидовна Гринблат (1932—1991), выступала также под псевдонимом М. Давыдова.
  - Сын — филолог Г. Ч. Гусейнов (род. 1953).
    - Внучка — историк Дина Гусейнова (род. 1981).
- Жена — писатель, литературовед, переводчик с польского языка Елена Сергеевна Твердислова (род. 1943).

## Творчество[15]
В переводе на русский язык автор выпустил ряд произведений азербайджанской классики (Сабир, Мамедкулизаде, Самед Вургун, Абульгасан, Мехти Гусейн, Расул Рза, Мирза Ибрагимов, поэзия народных поэтов-ашигов XVII—ХХ вв/ и др.).
Первые книги Гусейнова, изданные на русском языке в Москве издательством «Советский писатель» («Ветер над городом» (1965) и «Угловой дом: повести и рассказы» (1975)) прошли незамеченными.
Популярность принёс первый роман «Магомед, Мамед, Мамиш» (первое издание: М., 1975) — роман о потерянности человека в мафиозном государстве. Роман был переведён на несколько языков (немецкий, английский, латышский, турецкий и другие).
По «Магомету, Мамеду, Мамишу» было поставлено несколько спектаклей, в том числе в театре «Ильхом» Марком Вайлем в 1979 году.
Марк Вайль так описал влияние Чингиза Гусейнова:
«Я Вам скажу очень мудрую вещь, которую мне когда-то сказал наш автор Чингиз Гусейнов. Мы впервые, в годы светской власти, когда это было невозможно, поставили повесть под названием „Магомед, Мамед, Мамиш“. Еще никто не знал, как взорвется Восток, и какой будет интерес к мусульманству, еще никто не знал, что из-за карикатур полмира будет вставать и взрывать весь западный мир. Формула нашего спектакля: Магомед — пророк и Мамиш, советский усредненный мальчик, который уже не понимает, восточный он мальчик или советский. В этой формуле уже была эстетика „Ильхома“. Вот тогда Чингиз Гусейнов научил меня мудрой вещи. Когда я ему сказал, что это невозможно, непонятно, как нам дали поставить, и как ему дали напечатать, он мне сказал: „Наши партийные лидеры все время думают, что раз не в Москве, то это далеко, это на Востоке“. И, потом, добавил: „Но вся наша страна на Востоке“. Поэтому, все, что в Узбекистане, это, честно говоря, более сюрреалистическое выражение России. И если я скажу, что в России все замечательно, а в Узбекистане все плохо, мы опять разделим наше геополитическое пространство, на самом деле, что все шито одними нитками. Там — более восточно выражено, здесь — европейско-прикрытая чиновничья братия одевшаяся в другие костюмы. С тех пор произошла странная история. Отвергнутые в годы советской власти, обласканные в годы перестройки… Политбюро ЦК КПСС запрещало пускать „Ильхом“ в Москву (после первых наших гастролей, там вообще была конная милиция). Причем, я благодарен директору Театра Моссовета, который рискнул и прикрыл „Ильхом“ тем, что он мне дал ставить спектакль в Театре Моссовета. Вроде как это нейтрализовало меня. Как же так, диссидент ставит в Московском академическом театре, наверное, можно ему чуть-чуть доверять. Так спасало это наше единство все время.»
В советские годы известный писатель-сценарист Исаак Фридберг создал по мотивам романа «Фатальный Фатали» трёхсерийный сценарий фильма, который так и не был снят: сначала этому помешала советская власть в республике после выхода в Москве романа «Семейные тайны» о мафиозности властных структур, а потом — исчезновение СССР.
Автор сценария короткометражного фильма «Аквариум» (режиссёр Франгиз Курбанова, 1983).
Роман «Семейные тайны» (М., 1986, расширенное издание — 1991) о господстве высокопоставленного клана, диктующего условия жизни в масштабах деградирующего общества.
Исторический роман «Фатальный Фатали» (М., 1983) «о жизни, уже однажды прожитой», воссоздает российско-кавказские отношения в XIX веке, показывает в лицах историю кавказских войн, движение Шамиля, неизбежность появления в условиях деспотии бунтующей личности и долгосрочные последствия колониальной политики.

«Доктор N»(в двух книгах. М., 1998), или «страницы ненаписанного романа, существующего лишь в воображении», охватывает события в России и на Кавказе начала XX века, крушение империи. В своей рецензии Людмила Лаврова назвала его «геополитическим романом». Роман сопровождается историческим лексиконом, в который вошло свыше пятисот исторических и несколько вымышленных действующих лиц. В основу романа легла биография Наримана Нариманова (1870—1925), азербайджанского писателя, одного из оставшихся в живых бакинских комиссаров, «предводителя Востока», председателя ревкома Азербайджана, председателя ЦИК СССР, с использованием редких документальных источников. В частности, автору удалось получить доступ к засекреченному письму-исповеди Нариманова сыну Наджафу, из которого было видно, что за месяц до смерти Нариманов раскаялся в приверженности к большевикам. 
В своих воспоминаниях о становлении романа Гусейнов пишет: «Редакция "Пламенных революционеров“ настоятельно предлагала написать о Нариманове, но большевики меня не привлекали. Данил Гулиев, будучи секретарём ЦК по идеологии в Азербайджане, как-то тайком показал мне строго засекреченное письмо-исповедь Нариманова сыну Наджафу, и я узнал, что за месяц до смерти он раскаялся в приверженности к большевикам. Захотелось, наивно полагая, что сумею протащить свои идеи, сочинить о его трагедии. Повесть „Прозрение“ приняли, подробную внутреннюю рецензию написал Данил, даже вёрстка была, но… — тут в прямом смысле сработало провидчество Нариманова, действительно на моих глазах рухнул большевизм, а с ним и серия, а из повести, когда уже не было необходимости прибегать к иносказанию, родился мой „Доктор N“, изданный в 1995-м в „Московском рабочем“, тоже рухнувшем вскоре.»

«Компьютерный роман» «Директория Igra»  (М., 1996) посвящен одновременно межнациональным конфликтам в стране как результат политических игр по захвату власти, и борьбе-игре автора с компьютерной технологией.
Автор так истолковывает свой метод: "PC как бы расширяет пространственные возможности искусства слова, выступая носителем новой реальности — виртуальной.PC, прежде всего, облегчает технически и помогает творчески, а именно: сюжетно-композиционно — реализовать, в меру как его, PC, так и автора возможностей, изначальный идейно-художественный замысел.Все это по-своему нашло отражение во всем, написанном мною в союзе с PC. Однако роман Директория Igra в этом плане стоит особняком. Прежде всего потому, что сам его замысел сводится к тому, чтобы составить и наглядно показать популярное в недавнем прошлом (думается, сегодня тоже!) действо, или учебный эксперимент, именуемый Деловой игрой. То есть научить как бы жить с компьютером, но в то же время высветить его истинный потенциал, который на самом деле не так-то безопасен. Ибо компьютеру все равно кому служить и на кого работать. В данном конкретном случае имеется в виду моделирование задания сугубо практической направленности — всесторонне рассмотреть в игровом варианте возможное развитие, стратегию и тактику, в частности, политической ситуации в суживающемся до пределов Горбатой площади в постсоветском пространстве. Это — отработка приемов захвата власти, вроде бы используемых для развития политического мышления, протекает (как оказывается вдруг — поистине непредсказуемы возможности PC) в условиях острого этнического противостояния — раздела, зачастую кровавого, территории, и сопровождается словесными баталиями, а также играми-пытками, играми в любовь, амбиции и т. д., демонстрирующими степень демагогии, что гротескно отражает нынешнюю нашу реальность, создавая ощущение ее абсурдности, если ей не противостоит, хотя бы на назывном, декларативном, символико-аллегорическом уровне, простое человеческое участие. Внутри железки, именуемой компьютером, действо, разумеется, можно легко прервать, для этого надо всего лишь нажать клавишу Эскейп (Esc), или уничтожить, ликвидировать (нет человека — нет проблемы!), нажав Делит (Delete).

Но компьютер, изначально задуманный или; точнее воспринимаемый как живой организм, получивший заданную программу, а она к тому же программа самообучающаяся, не так-то легко выключить. Внутри нее возникает виртуальный мир с непредсказуемыми, как и сами современные политические и национальные конфликты, результатами. Хотя само определение виртуальный давно уже вошло в наш лексикон и литературный (А. Вознесенский), и бытовой (магазин Виртуальный мир). Войти в компьютер — как провалиться в пропасть: он, по представлению лирика, засорен всякими, очевидно, нужными, чтобы железка работала, но и в значительной мере ненужными, как представляется тому же лирику, директориями, файлами, в которых может разобраться только специалист-технарь. Кстати, они и являются композиционным принципом романного повествования, образуя на свой лад главы уже не просто традиционные, а особые главы-файлы, отсюда и названия их латинские, «заграничные»: как бы иностранное вмешательство — модный лозунг! — в наши внутренние дела! А с другой стороны, возможность использовать все алфавиты, а, значит, и языки, сразу. И это уже не вмешательство, а вхождение, открытость на чужое и чужому." 
Не дать воде пролиться из опрокинутого кувшина: Коран. повествование о пророке Мухаммеде  Чингиз Гусейнов. — М.: Вагриус, 2003. — 505.
Сюжет «коранического повествования» — художественно-исследовательского романа «Не дать воде пролиться из опрокинутого кувшина» (2003, второе дополненное издание — 2008, «Мерадж»)  строится на парадоксальном мифе небошествия пророка Мухаммеда, перенесения его из Мекки в Иерусалим, а оттуда на семь небес, встречам с пророками Адамом, Ноем, Авраамом, Моисеем, Иисусом, Всевышним. Концепция романа, осмысливающего феномен пророчества, активно противостоит конфронтации этносов и религий, утверждает согласие и мир на Земле.
«Суры Корана, расставленные по мере ниспослания их Пророку», М., 2002 , под псевдонимом Ибн Гасан.
В 2010 году издательство Б.С.Г. выпустило книгу «Освобожденный подтекст» (М., 2010), в которой в романы Гусейнова позднесоветской эпохи вернули, отметив это курсивом, цензурные вымарки. В книгу вошли «Магомед, Мамед, Мамиш», не изданный по сей день на «малой родине», был выпущен в Москве «в собственном переводе автора с родного азербайджанского на родной русский», но подвержен цензуре. Роман «Семейные тайны» был изъят из продажи в Азербайджанской союзной республике. Третий роман в сборнике — «Директория IGRA».
Ч. Гусейнов — автор книги эссеистики: «Самая большая скорость — это скорость жизни» (М., 2003), сочинений мемуарного жанра. Из книг последнего времени — повествование «Минувшее — навстречу» (М., 2009).
Автор книг и статей по теории и истории литературы, в том числе исследований: «Проблема двуязычного художественного творчества в советской литературе» (М., 1972); «Формы общности советской многонациональной литературы» (М., 1978); «Этот живой феномен. Многонациональная советская литература вчера и сегодня» (М., 1987); «О национальных конфликтах: культурные аспекты» (М., 1995); «Религия в системе культуры» (М., 2012).
Литературный архив Ч. Гусейнова находится в Архиве Института Восточной Европы в Бремене ,

## Книги
- Mənim bacım. Bakı: Azərnəşr, 1962, 140 səh.
- Əriyən heykəl, B., Azərnəşr, 1964, 140 səh.
- Ветер над городом. М.: Советский писатель, 1965, 252 стр.
- Çətin yoxuş. Bakı: Azərnəşr, 1969, 252 səh.
- Novruzgülü. Bakı: Gənclik, 1969, 192 səh.
- Adını demədi. Bakı: Gənclik, 1973, 152 səh.
- Угловой дом. М.: Советский писатель, 1975, 256 стр.
- Магомед, Мамед, Мамиш. М.: Советский писатель, 1977, 224 стр.
- Adalar. Bakı: Gənclik, 1980, 308 səh.
- Восточные сюжеты. M.: Советский писатель, 1980, 464 стр.
- Неизбежность. M.: Политиздат, 1981, 320 стр.(Пламенные революционеры).
- Фатальный Фатали. M.: Советский писатель, 1980, 464 с.
- Фатальный Фатали. М.: Советский писатель, 1983, 464 с.
  - Fətəli Fəthi. Bakı: Yazıçı, 1988, 710 səh.
  - Fatali oder die betrogenen Sterne: historischer Roman / Tschingis Hüssejnow. Aus d. Russ. von Lieselotte Remané. Berlin: Verlag Volk u. Welt, 1986, 369 S. ISBN 3-353-00012-7
  - Фатальный Фатали. M.: Книга, 1987, 350 стр.
  - Фатальний Фаталі : роман / Чингіз Гусейнов Фатальный Фатали : роман : [о М. Ф. Ахундове] Чингиз Гусейнов ; пер. с азерб. В. Ципко rus  Київ: Дніпро, 1991
  - «Фатальный Фатали». Роман. М., 2011, «Академия», 512 с. Тираж 1000.
- Семейные тайны. M.: Советский писатель, 1986, 300 стр.
- Семейные тайны. М.: Известия, 1987, 576 с. (Библиотека "Дружбы народов")
  - Енигма уней фамилий : роман / Чингиз Гусейнов ; трад. дин русэ де Л. Батыр ; през. граф. де И. Кырму Семейные тайны : роман Чингиз Гусейнов ; пер. с рус. Л. Батыр  Кишинэу: Лит. артистикэ, 1988
  - Семейные тыйны. М., Советский писатель, 1991. 384 с.
- Избранные. M.: Художественная литература, 1988, 608 стр.
- «Директория Igra». Компьютерный роман. М., «Издательский Дом Русанова». 1996. 272 с. Тираж 5000.
- «Доктор N». Роман в 2 книгах. М., «Московский рабочий». 1998. Кн. 1. 245 с. Кн. 2. 280 с. Тираж 2000.
- «Ибн Гасан. Суры Корана, расставленные по мере ниспослания пророку» (подготовка текста, перевод, комментарии). М., «Три квадрата». 2002. 496 с. Тираж 1000.
- «Не дать воде пролиться из опрокинутого кувшина». Кораническое повествование о пророке Мухаммеда. М., «Вагриус», 2003. 512 с. Тираж 1000.
- «Нескончаемое письмо». Роман. М., «Риф-Рой», 2006. 184 с. Тираж 1000.
- «Мерадж». Роман о пророке Мухаммеде. Баку, 2008. «Ганун», 564 с. Тираж 1000.
- «Освобожденный подтекст». Триптих романов. М., Б. С. Г.-ПРЕСС. 2010. 736 с. Тираж 1000.
- «Сны Каляма» (37 снов) в электронной книге (для изучающих русский язык), Баку, 2012. 75 с.
- «Qələmın yuxuları» (37) еlektron kitabda (dilimizi öyrənənlər üçün dərslik). Bakı, 2012. 75 с.

## Монографии по теории и истории литературы
«Проблема двуязычного художественного творчества в советской литературе» (М., 1972)
Современный литературный процесс и критика. М: Мысль, 1975.
«Формы общности советской многонациональной литературы» (М., 1978)
Этот живой феномен. M.: Советский писатель, 1988, 432 стр.
Рассматривает феномен советской литературы как многонациональное целое, развитие которого прослеживается на разных уровнях — региональном, языковом, генетическом, контактном, а также проблемном и жанрово-стилевом, биографическом и автобиографическом. Особое место в книге отводится художественной индивидуальности писателя. Здесь представлено творчество Ф.Абрамова и Ч.Айтматова, О.Гончара и Н.Думбадзе, Ю.Трифонова и Г.Матевосяна, В.Быкова и М.Ибрагимбекова, Я.Кросса и Т.Пулатова, В.Орлова н О.Сулейменова. Автор, критик и прозаик, обращается н к собственному опыту двуязычного писателя.
«Самая большая скорость — скорость жизни». Сб. эссе. М., «Азеррос», 2003. Тираж 1000.
«О национальных конфликтах: культурные аспекты» (М., 1995)
«Религия в системе культуры» (М., 2012).

## Мемуары
«Минувшее — навстречу». Мемуарное повествование. М., «Флинта», 2009, 712 с., именной указатель. Тираж 1000

## Статьи
- Булат Окуджава и кавказские войны. В кн. Булат Окуджава: его круг, его век. Материалы Второй международной научной конференции. Выпуск II. М., «Соль». 2004. С.57-61
- Субботнее интервью, Радио Свобода, 10 апреля 2004[36]
- Чингиз Гусейнов о Коране, Карабахе, России на БиБиСи (8 июня 2005)[37]
- Русскость нерусских. // Вопросы литературы. — 2006. — N март-апрель. — С. 223—261.
- Memor-портреты: Виктор Урин, Павел Антокольский, Александр Штромас, Назым Хикмет, Иосиф Гринберг // Знамя. 2006, № 8
- Memor-портреты: Аделина Адалис, Арсений Тарковский // Знамя. 2007/10.
- Авраамический треугольник: во исполнение внутреннего наказа. // Лехайм, 2007/11.
- «Мемуарные заметки московского бакинца. Поезд в будущее». В кн. «Москва — Кавказ. Россия кавказской национальности». М., «Грифон», 2007, 23-99 с.
- Пять портретов: Самед Вургун, Юрий Трифонов, Геннадий Айги, Марк Сароян, Абидин Дино // Дружба народов. — 2007/8. — С. 189—201.
- Memor-портреты: Муза Павлова и Владимир Бурич, Николай Вильмонт. // Знамя, 2009/2.
- Елена Дагунц. Российско-азербайджанский писатель ЧИНГИЗ ГУСЕЙНОВ о своем опыте структурирования Корана, идеях издания авраамических Писаний и противоречиях евразийства. для «Портала-Credo.Ru» Опубликовано: 27.05.2010[38].
- Восемь заметок: «Каменные сны», «Закон о долме и шашлыке», «Правдивое слово — уже политика», «Вечный, вечный Сабир», «Идол в мечети?», «Мирза-Фатали Ахундов — 200», «Смерть искусства»,
- В который раз про «Обманутые звёзды». Баку, 21.3.2013[39]
- Петр Люкимсон. Чингиз Гусейнов о литературном шедевре Акрама Айлисли // Вестник Кавказа 18 февраля 2013[40].
- Петр Люкимсон. Чингиз Гусейнов: «Я — авраамист…» // Вестник Кавказа 22 февраля 2013[41]
- Заметки к презентации романа «Фатальный Фатали» (19.4.2012)[42]
- В который раз про «Обманутые звёзды», Радио «Азадлыг», 2013
- В защиту Акрама Айлисли (2013)[43]
- Отец веры и его дети. Разговор с Яковом Кротовым о значении Авраама для мировых религий. Радио Свобода, 2 сентября 2017[8]
- Кан, Александр. Автор книги о пророке Мухаммеде: почему под знаменем ислама льется кровь. 9 сентября 2017:[44]
- Интервью в гостях передачи «Альтернатива» (20 января 2020), Osmanqizi TV. Писатель Чингиз Гусейнов — Я восхищаюсь отважностью людей, которые выходят на митинги[45]

## Награды и звания
- Орден Дружбы (25 сентября 2000 года) — за заслуги перед государством, многолетнюю плодотворную деятельность в области культуры и искусства, большой вклад в укрепление дружбы и сотрудничества между народами[46].
- Заслуженный деятель искусств Азербайджанской ССР (1989).